# Ibidem
Ibidem (abreviado, ibid. ou ib.) é um vocábulo de origem latina, com significado de "no mesmo lugar". É usado nas citações de um texto para referir uma fonte repetida, na nota subsequente, da mesma obra (consequentemente, do mesmo autor) e variando as páginas.

## Op. cit vs ibid.
Ambas as expressões são utilizadas para uma mesma obra já citada antes. A diferença de uso está no local dessa citação anterior: quando imediatamente anterior, usa-se ibid. (sem necessidade de repetir o autor), caso contrário, op. cit antecedido pelo autor.
Exemplo:
1. Frédéric Lenoir, Du bonheur – Un voyage philosophique. Paris, Fayard, 2013, p.39.
2. Umberto Eco, Como se faz uma tese. São Paulo, Perspectiva, 2004, p.133.
3. Ibid., p.130.
4. Frédéric Lenoir, op. cit., p.21.

## Id. vs ibid.
Idem é empregado para o mesmo autor e suas várias obras, enquanto ibidem é mais específico, referindo-se à mesma obra e seu autor. Portanto é redundância o emprego de ambos na mesma nota. 
Exemplo:
1. Umberto Eco, Como se faz uma tese. São Paulo, Perspectiva, 2004, p.133.
2. Ibid., p.130.
3. Id., Quase a Mesma Coisa. Rio de Janeiro, Record, 2007, p.57.